# Franz Xaver Schneider (Bildhauer)
Franz Xaver Schneider (* 1789 in Landeck, Grafschaft Glatz, Preußen; † 22. Juli 1847 in Linz, Oberösterreich) war ein deutsch-österreichischer Bildhauer.

## Leben

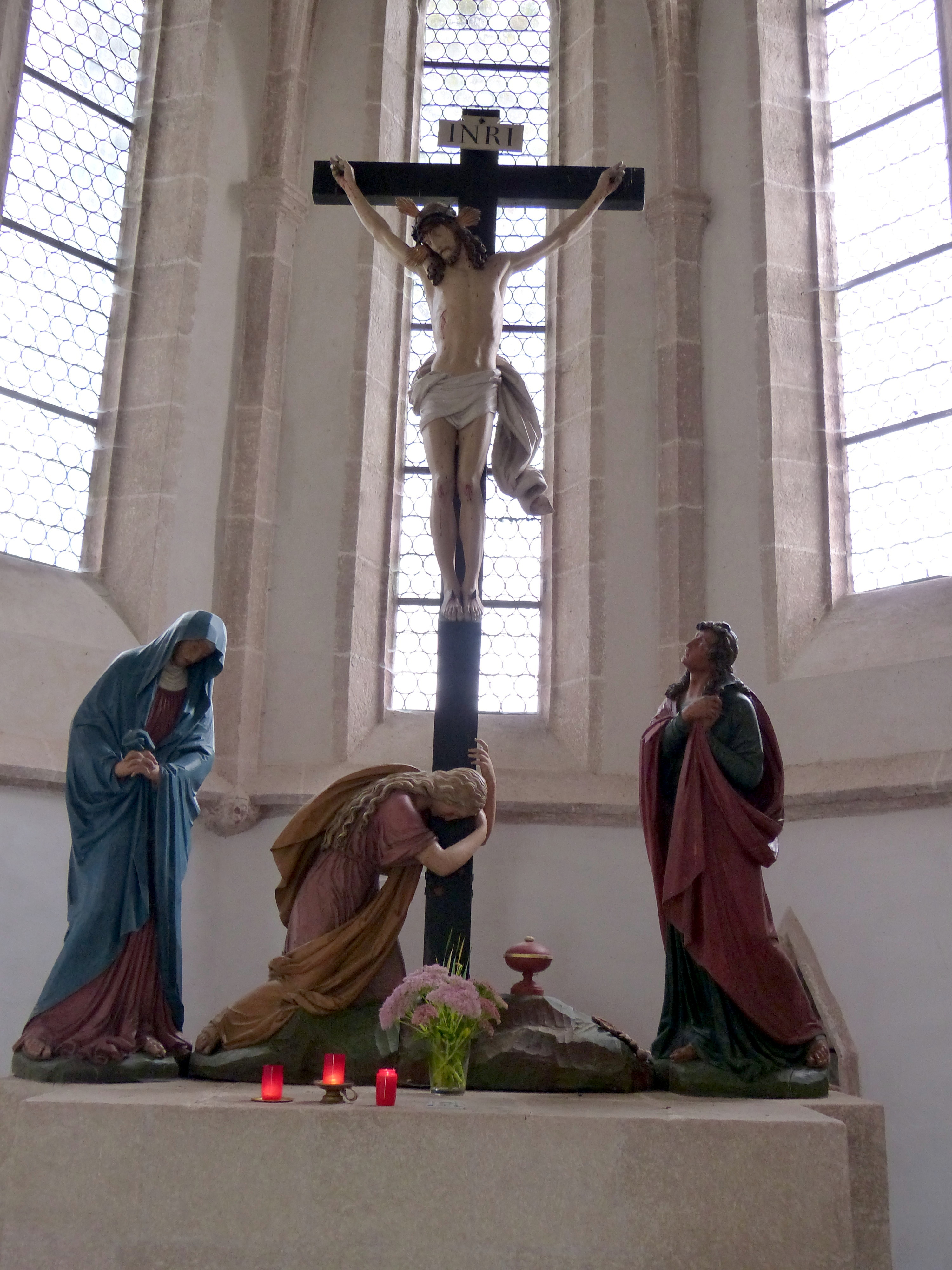
Kreuzigungsgruppe, Kalvarienbergkapelle St. Peter bei Freistadt

Über Schneiders Jugend und Ausbildung ist nicht viel bekannt, er soll eine Lehre bei einem Bildhauer in Brünn absolviert haben. Von 1811 bis 1818 studierte er an der Akademie der bildenden Künste Wien bei Johann Martin Fischer. 1813 gewann er den Gundel-Preis für Bildhauerei. Ab 1820 war er als Bildhauer in Wien tätig. Als er den Auftrag für den Kreuzweg in Gramastetten erhielt, zog er 1833 nach Oberösterreich. Er ließ sich anschließend in Linz nieder, wo er bis zu seinem Tod eine Werkstätte betrieb, insbesondere sakrale Kunst schuf und Schüler wie Franz Liebert oder Franz Oberhuber ausbildete.
War Schneiders Kunst ursprünglich dem Klassizismus Wiener Ausprägung verpflichtet, zeigt sie in seinen oberösterreichischen Arbeiten eine Synthese aus barocken, klassizistischen und nazarenischen Elementen. Er wurde damit zum Vorläufer der bald nach seinem Tod aufblühenden Linzer Sakralkunstproduktion des Historismus.

## Werke

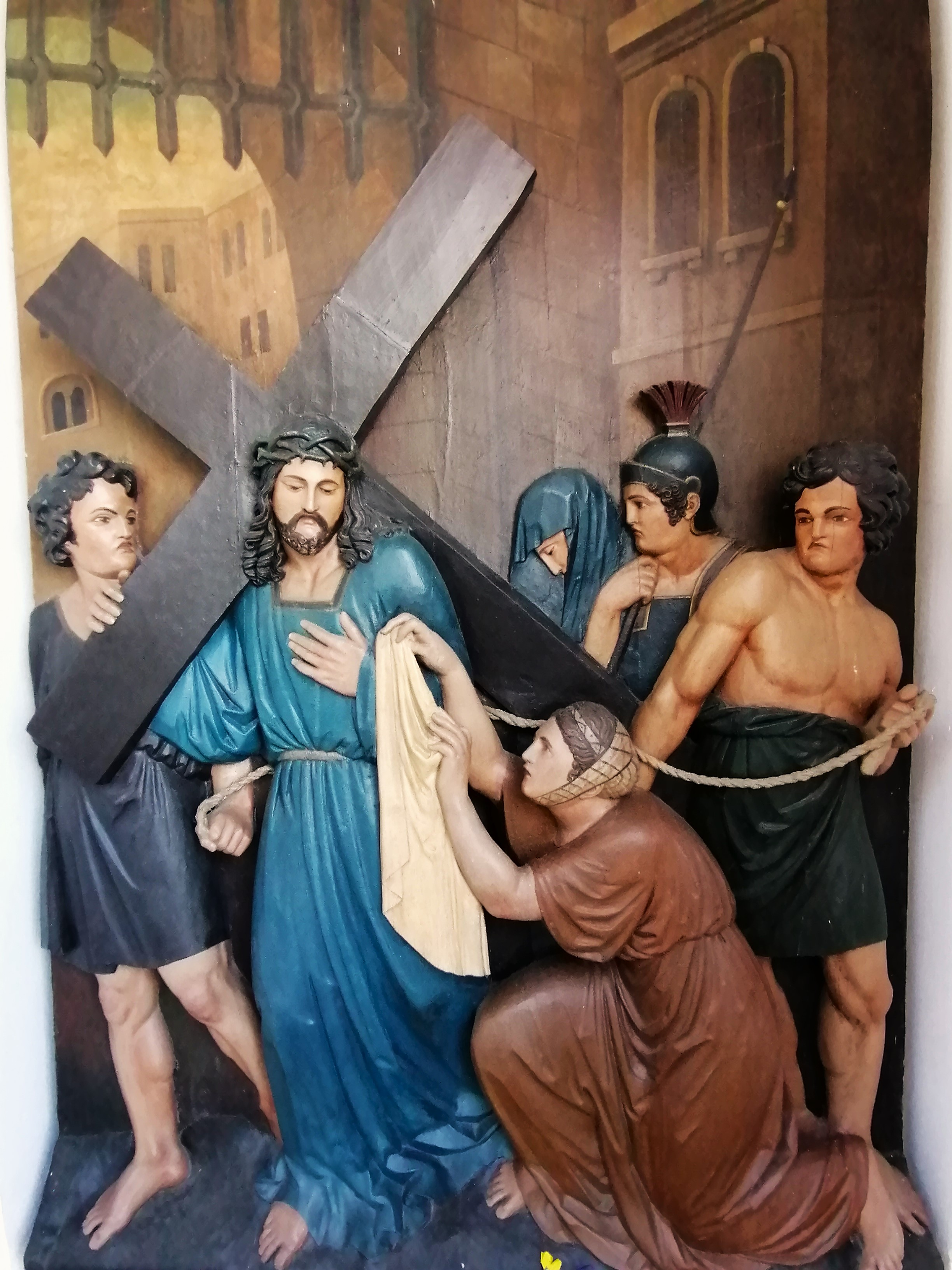
Kreuzweg Gramastetten, 6. Station

- Kreuzwegstationen, Kreuzigungsgruppe in der Kalvarienbergkirche, Heiliges Grab in der Grabkapelle, Gramastetten, 1833/34[1]
- Hochaltar, Pfarrkirche Gramastetten, 1834 (1882 entfernt)[1]
- zwei Engelsfiguren, Kanzel, Elisabethinenkirche, Linz, 1833/1836
- Reliefs der Evangelisten an der Predella des Hochaltars, Abendmahlrelief an der Predella des rechten Seitenaltars, Pfarrkirche Traberg, 1835
- Figur des hl. Josef, Friedhofskapelle, Urfahr, 1835
- Relief Heilige Familie, Predella des Pietà-Altars, Pfarrkirche Oberneukirchen, um 1835
- Brunnenstatue der Religio im Hof des Stiftes Wilhering, 1837
- Kreuzwegstationen, Kreuzigungsgruppe am Hochaltar, Kalvarienbergkapelle, St. Peter bei Freistadt, 1836–1842[2]
- Ölbergrelief, Kalvarienberg St. Margarethen, Linz, 1845[1]
- Seitenaltäre, Pfarrkirche Bad Goisern, 1847 (entfernt)
- Engel am Hochaltar der Pfarrkirche Hartkirchen[1]
- Steinstatue der Maria Immaculata über dem Seiteneingang und Engel-Reliefs an den Türen, Freinbergkirche Hl. Maximilian, Linz[3]